# Phaseolus polymorphus
Phaseolus polymorphus är en ärtväxtart som beskrevs av Sereno Watson. Phaseolus polymorphus ingår i släktet bönor, och familjen ärtväxter. Inga underarter finns listade i Catalogue of Life.